# 宗凤洲
宗凤洲（1912年—2009年），男，直隶（今河北）藁城人，中华人民共和国军事人物，中国人民解放军少将，曾任上海警备区参谋长，安徽生产建设兵团副司令员。